# Dinosaurus!
Dinosaurus! este un film SF american din 1960 regizat de Irvin Yeaworth și produs de Jack H. Harris. În rolurile principale joacă actorii Ward Ramsey, Paul Lukather și Kristina Hanson.